# Ismaïl ibn Bulbul
Abu-s-Saqr Ismaïl ibn Bulbul, més conegut simplement com a Ismaïl ibn Bulbul (844 / 845 - 892?), fou visir del califa abbàssida al-Mútamid (870-892), de suposat origen àrab de la tribu dels Banu Xayban.
Va ser secretari a la cort; el 878 fou nomenat visir pel regent al-Muwàffaq, càrrec que només va ocupar unes setmanes, però al que va retornar abans de final de l'any. Les seves facultats estaven en part ocupades per Said ibn Makhlad, secretari personal del regent, i fins al 885/886 no va gaudir de totes les competències pròpies dels visirs. Va introduir a les finances de l'estat als germans Ibn al-Furat que eren de simpaties xiïtes com ell mateix.
Dins a la cort estava enemistat amb el nebot del califa (el fill del regent al-Muwàffaq germà d'al-Mútamid) que després fou el califa al-Mútadid; quan aquest fou enviat a Egipte contra els tulúnides el seu pare va impedir la seva sortida i va restar a la cort. Durant una malaltia del regent, Ismaïl va intentar fer-lo fora de l'administració, però no se'n va sortir. A la mort d'al-Muwàffaq el maig del 892, la regència va passar a al-Mútadid, que el va fer arrestar.
Ismaïl va morir poc després.